# 343e compagnie autonome de chars de combat
La 343e compagnie autonome de chars de combat est une unité de chars de l'Armée française, formée en mars 1940. Destinée à servir au sein du corps expéditionnaire français en Norvège, elle combat pendant la bataille de France.  

## Historique de la343eCACC
La 343e CACC est formée le 16 avril 1940 sous le commandement du capitaine Bourguet. Il s'agit de la 2e compagnie du 11e bataillon de chars de combat, équipée de treize Renault FT armés d'un canon SA 18 et de huit FT armés de la mitrailleuse Reibel. La compagnie est également dotée de tracteurs de ravitaillement 36R.
La compagnie est destinée à servir au sein de la 2e division légère de chasseurs et embarque à Brest sur le Dupleix en mai 1940 pour aller combattre en Norvège. Le convoi ne quitte pas le port car les Allemands ont entretemps envahi le territoire français.
La compagnie est donc débarquée le 16 mai et part en train rejoindre la 3e division légère d'infanterie (3e DLI) à Villers-Cotterêts. La 3e DLI est chargée de contre-attaquer entre Ham et Nesle avec ses moyens réduits. Jusqu'au 31 mai, la 343e CACC participe aux reprises de la sucrerie d'Eppeville, de Voyennes, de Béthencourt-sur-Somme et de Pargny.
Le 5 juin, la compagnie fait face à la reprise de l'offensive allemande et attaque à nouveau vers Eppeville. Le lendemain, elle défend Catigny pour permettre le repli de la 3e DLI. La 343e CACC gagne ensuite Thiescourt le 8 juin, Glaignes le 9 et Serrières le 11. Elle traverse ensuite la Loire puis le Cher et termine la guerre le 24 juin à Saint-Yrieix.
Pendant toute la campagne, la 343e CACC a perdu seulement deux hommes, blessés.

## Marques des chars
Les chars de la 343e CACC conserve la marque particulière du 11e BCC, à savoir une bande blanche peinte à mi-hauteur sur la tourelle. Dans la compagnie, un as indiquant la section est peint en blanc au niveau de la bande blanche.